# H. G. Wells
Herbert George Wells (n. 21 septembrie 1866, Bromley, Kent - d. 13 august 1946, Londra), cunoscut mai bine sub numele de H. G. Wells, a fost un scriitor englez celebru pentru cărțile sale de ficțiune precum Mașina timpului, Războiul lumilor, Omul invizibil, Primii oameni în Lună și Insula Doctorului Moreau. A mai publicat nuvele contemporane, istorie și comentarii sociale. A fost un socialist declarat și un pacifist, operele sale mai târzii devenind tot mai politice și didactice. Atât Wells cât și Jules Verne sunt recunoscuți ca „părinții genului științifico-fantastic”.

## Tinerețea
Herbert George Wells, al patrulea și ultimul copil al lui Joseph Wells (proprietar de magazin și amator de cricket) și al soției sale Sarah Neal (fostă servitoare), s-a născut pe 21 septembrie 1866, la Atlas House, 47 High Street, Bromley în districtul Kent. Familia sa făcea parte din clasa de mijloc inferioară. O moștenire le-a permis să achiziționeze un magazin de bibelouri, fără a fi o afacere prosperă. Joseph vindea batoane, mingi de cricket și alte echipamente la meciurile pe care le juca și primea o sumă incertă de bani din meciuri deoarece la vremea aceea nu existau jucători de cricket profesioniști și plata provenea din donații sau plăți mici de la cluburile pentru care erau jucate meciurile.
Un eveniment important din copilăria micului Wells a fost un accident pe care l-a avut în 1874 și care l-a lăsat imobilizat la pat, având un picior rupt. Pentru a-și ocupa timpul a început să citească cărți aduse de tatăl său din biblioteca locală. A ajuns repede un devorator de lectură și astfel a căpătat și dorința de a scrie. Mai târziu, în același an, a intrat la Academia Comercială Thomas Morely, unde a studiat până în 1880. În 1877 tatăl său, Joseph Wells, și-a fracturat coapsa. Accidentul a pus capăt carierei sale în cricket iar câștigurile magazinului nu erau suficiente pentru a compensa pierderea lui.
Nemaifiind capabili de a se susține financiar familia a decis să își plaseze copiii ca învățăcei la diferite ocupații. Din 1881 până în 1883 Wells a avut o nefericită perioadă ca postăvar la Southsea Drapery Emporium. Experiențele sale au fost mai târziu utilizate ca inspirație pentru nuvelele Roțile Norocului și Kipps.
Mama și tatăl lui Wells nu se împăcau prea bine unul cu celălalt (ea era protestantă iar el un liber cugetător). Când mama sa s-a întors să lucreze ca servitoare (în Uppark, o casă în Sussex) o condiție a locului de muncă a fost ca să nu aibă spațiu pentru soț sau copiii. Ca urmare, părinții săi au dus vieți separate deși nu au divorțat niciodată și nu au avut alte relații. Wells a eșuat ca postăvar dar și ca asistent chimist. După fiecare eșec se ducea la Uppark, unde își petrecea timpul la bibliotecă. Acolo citește lucrările multor clasici, incluzând Republica lui Platon și Utopia lui Thomas More.

## Profesor

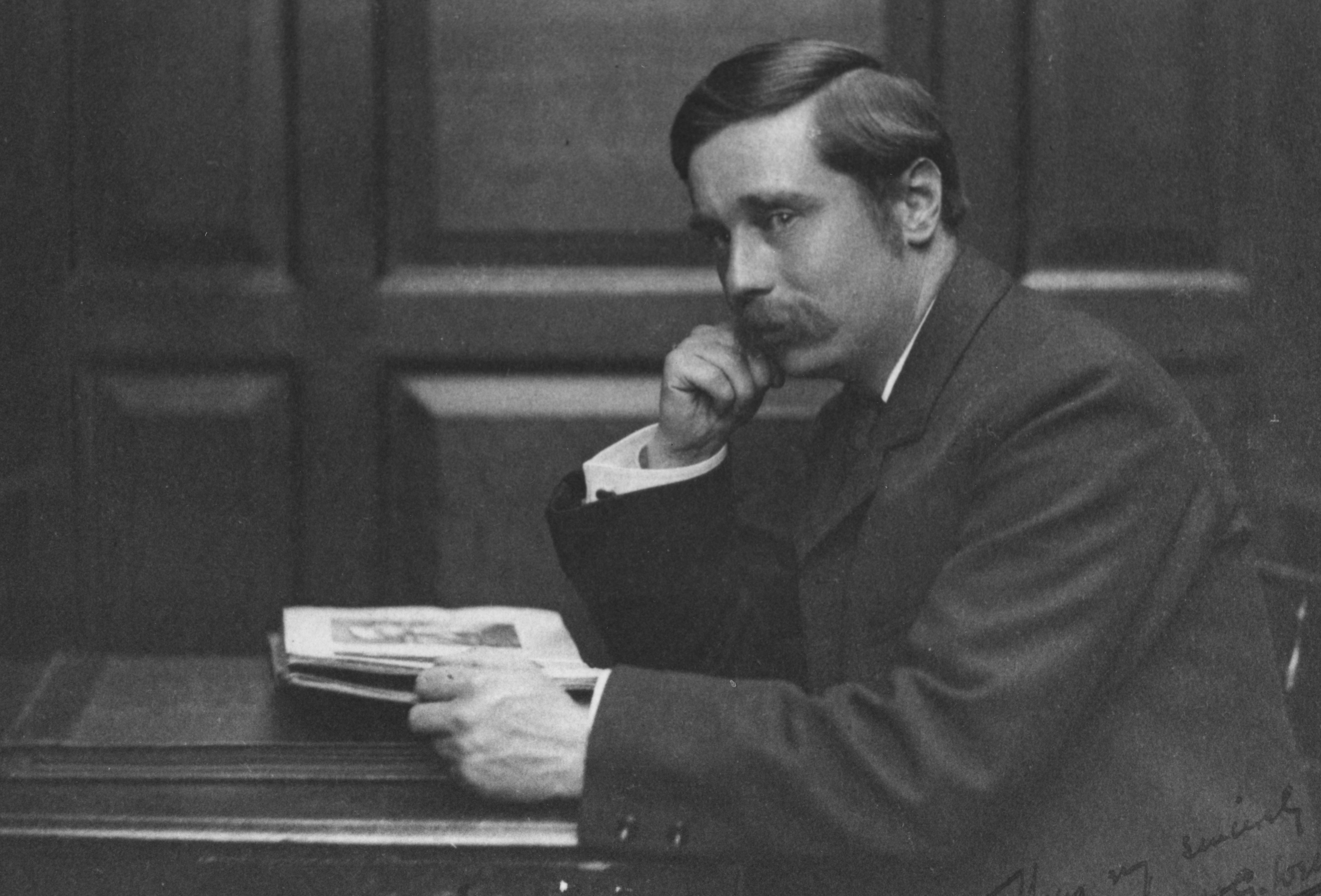
H. G. Wells studiază în Londra, circa 1890

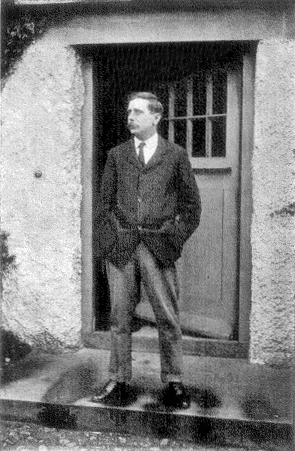
H. G. Wells în 1907 la ușa casei sale din Sandgate

În 1883, șeful lui Wells l-a dat afară fiind nesatisfăcut de munca lui (un verdict cu care Wells avea să fie de acord mai târziu), iar tânărul era departe de a fi nemulțumit de acest rezultat. Mai târziu în acel an a devenit profesor asistent la Midhurst Grammar School în West Sussex până când a obținut o bursă la Școala Normală de Știință (mai târziu Colegiul Regal de Știință) în Londra studiind biologia cu T. H. Huxley. Mai târziu a ajutat la înființarea Asociației Regale a Colegiului Științei devenind în 1909 primul ei președinte. Wells a studiat în noua lui școală până în 1887 cu o alocație săptămânală de 21 șilingi, datorită bursei. Aceasta trebuia să fie o sumă confortabilă, dar în autobiografia sa Wells vorbește mereu despre situația precară prin care trecea.
A intrat repede la Societatea de dezbateri a școlii. Acești ani marchează începutul intereselor sale în reformarea societății. La început, apropiind subiectul prin Republica lui Platon, s-a orientat rapid spre ideile contemporane despre socialism așa cum erau exprimate de Societatea Fabiană și din lecturile trimise la Kelmscott House, casa lui William Morris. A fost totodată printre fondatorii revistei școlare The Science School Journal, o publicație care îi permitea să își exprime părerile despre literatură și societate. Astfel își încearcă talentul în ficțiune cu prima versiune a romanului Mașina timpului, ce a fost publicat sub numele Cronica Argonauților. Anul școlar 1886-1887 a fost ultimul an al studiilor sale. Deși a trecut cu brio examenele de biologie și fizică, lipsa lui de interes în geologie a dus la eșecul absolvirii și pierderea bursei. Doar în 1890, Wells a obținut o diplomă în Zoologie de la Universitatea din Londra Programul Extern.
După părăsirea Școlii Normale de Știință, Wells nu avea nici o sursă de venit. Mătușa sa, Mary, o verișoară a tatălui său, l-a invitat să stea cu ea o perioadă întrucât nu avea unde să locuiască. În timpul acestei șederi a devenit interesat de fiica mătușii sale, Isabel. În 1889-90 a fost profesor la Școala Henley House unde a predat și l-a admirat pe A.A. Milne.

## Viața privată
În 1891 Wells s-a căsătorit cu verișoara sa, Isabel Mary Wells, dar a părăsit-o în 1894 pentru o studentă de-a lui, Amy Catherine Robbins, cu care s-a căsătorit în 1895. A avut 2 fii, George Philip (cunoscut ca "Gip") în 1901 și Frank Richard în 1903.
În timpul căsătoriei sale cu Amy, Wells a avut numeroase aventuri, incluzând-o pe americanca activistă a controlului nașterii, Margaret Sanger și romanciera Elizabeth von Arnim. În 1909 a avut o fiică, Anna-Jane, cu scriitoarea Amber Reeves, ai cărei părinți, William și Maud Pember Reeves i-a cunoscut prin Societatea Fabiană. În 1914 a avut un fiu, Anthony West, cu nuvelista Rebecca West. Deși Amy a cunoscut unele din aventurile soțului său, a rămas căsătorită cu Wells până la moartea ei, în 1927. Wells a avut relații și cu Odette Keun și Moura Budberg.

## Artist
Ca o metodă de a se exprima, Wells tindea să schițeze foarte mult. Un loc comun pentru acestă activitate era jurnalul lui și acoperea o varietate de teme, de la politică la comentarii cu privire la contemporanii săi literari și interesele sale romantice. În timpul căsătoriei sale cu Amy Catherine, pe care a poreclit-o Jane, a schițat numeroase picturi, multe dintre ele fiind comentarii despre căsătoria lor. Wells și-a numit schițele „picshuas”. Acestea au fost teme de studiu pentru studenții săi mulți ani la rând.

## Scriitor
Primul succes de non-ficțiune a lui Wells a fost Anticipations of the Reaction of Mechanical and Scientific Progress Upon Human Life and Thought (1901). Inițial, textul a fost serializat într-o revistă având ca subtitlu "An Experiment in Prophecy" și a fost considerat cea mai explicită operă futuristă a sa. A oferit mesajul politic imediat legat de secțiunile privilegiate ale societății care vor continua să blocheze avansarea oamenilor capabili din alte clase până când războiul îi va obliga să-i angajeze ca și conducători pe cei mai capabili, nu pe cei din clasele înalte. Anticipând cum va arăta lumea în anul 2000, cartea este interesantă atât prin prisma plusurilor (trenuri și mașini care vor duce la dispersarea populației dintre orașe spre suburbii, declinul restricțiilor morale pe măsură ce bărbații și femeile vor căuta o mai mare libertate sexuală, înfrângerea militarismului german și existența Uniunii Europene), cât și a minusurilor (Wells nu prevedea succesul avioanelor înainte de 1950 și declara că „imaginația mea refuză să vadă orice fel de submarin făcând altceva decât să-și sufoce echipajul și să se scufunde”).

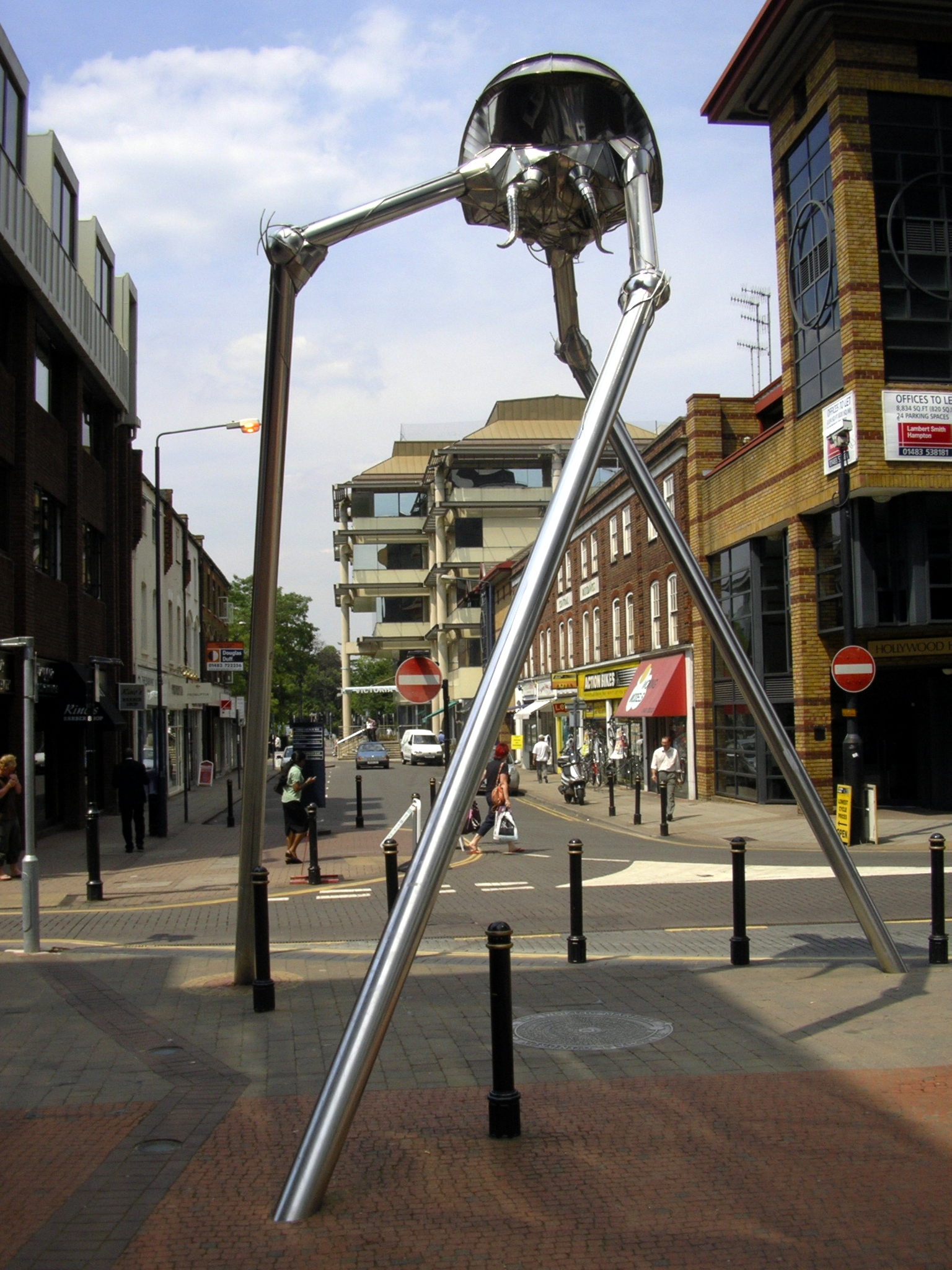
Statuia unui tripod din Războiul Lumilor ridicată în amintirea lui H. G. Wells în centrul orașului Woking, Anglia

Unele dintre primele sale romane de ficțiune au adus la lumină o serie de teme devenite acum clasice în SF, de exemplu Mașina timpului, Insula doctorului Moreau, Omul invizibil, Războiul lumilor, Când se va trezi Cel-care-doarme și Primii oameni în Lună. El a mai scris și romane realiste care au fost bine primite, printre acestea numărându-se Kipps și satira societății edwardiene Tono-Bungay.
Wells a mai scris zeci de povestiri și nuvele, printre cele mai cunoscute numărându-se "Țara orbilor" (1904). Povestirea sa "Noul accelerator" a inspirat episodul "Wink of an Eye" din serialul Star Trek. Povestirea "The Door in the Wall" relatează despre o grădină secretă similară celei din romanul omonim al lui Frances Hodgson Burnett.
Deși Tono-Bungay nu a fost un roman SF, radioactivitatea joacă un rol important în cadrul cărții. Un rol mai larg îl joacă însă în Lumea eliberată (1914), carte care conține, probabil, cea mai importantă profeție a lui Wells. Savanții acelor vremuri erau perfect conștienți de faptul că înjumătățirea naturală a radiului degajă energie într-un ritm scăzut timp de mii de ani. Rata degajării de energie este prea mică pentru a avea utilitate practică, dar cantitatea totală degajată este uriașă. Romanul lui Wells se învârte în jurul unei invenții care accelerează procesul înjumătățirii radiului, producând bombe care explodează folosind explozibili obișnuiți - dar care „continuă să explodeze” fără oprire. „Nimic n-ar putea fi mai limpede pentru oamenii începutului secolului al douăzecilea”, scria, „decât rapiditatea cu care războiul devine imposibil... [dar] nu vor vedea asta decât atunci când bombele atomice le vor exploda în mâini”. În 1932, fizicianul și inventatorul reacției nucleare în lanț Leó Szilárd a citit Lumea eliberată, o carte despre care spune că a avut un impact covârșitor asupra sa.
Wells a mai scris opere de non-ficțiune. Bestsellerul său în trei volume The Outline of History (1920) a deschis drumul unei noi ere de popularizare a istoriei lumii, beneficiind de o primire critică amestecată din partea istoricilor profesioniști. Mulți alți autori au scris propriile "Outlines" pe marginea altor subiecte, Wells reeditându-și opera în 1922 într-un format mai redus, A Short History of the World, și, ulterior, în două opere mai complexe: The Science of Life (1930) și The Work, Wealth and Happiness of Mankind (1931). "Outlines" a devenit suficient de cunoscută și reeditată pentru ca James Thurber să o parodieze în eseul său umoristic "An Outline of Scientists".

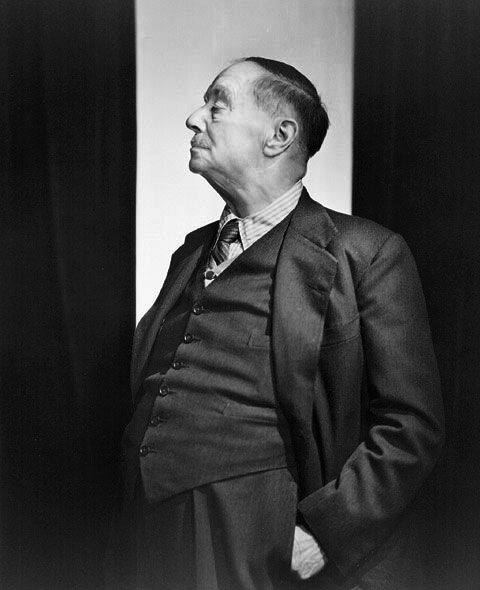
H. G. Wells în 1943

De la începuturile carierei sale, Wells s-a gândit la moduri mai bune de organizare a societății, scriind o serie de romane utopice. Primul dintre acestea a fost O utopie modernă (1905), care prezintă o utopie globală ce „nu importă decât meteoriți și nu exportă nimic”; doi călători din lumea noastră ajung într-o istorie alternativă. Celelalte opere utopice încep de obicei cu omenirea îndreptându-se către o catastrofă, până când oamenii găsesc un mod de viață mai bun: fie că e vorba despre gazele misterioase ale unei comete care îi fac pe oameni să se comporte rațional și să abandoneze un război european (În zilele cometei (1906)), fie controlul lumii este preluat de un consiliu de savanți, cum se întâmplă în Chipul lucrurilor viitoare (1933, ecranizat în filmul din 1936 al lui Alexander Korda Things to Come). Cartea descrie cu multă acuratețe războiul mondial, cu orașe distruse de bombe aeriene. Wells a mai portretizat ascensiunea dictatorilor fasciști în Dictatura d-lui Parham (1930) și teroarea sfântă (1939).  Oameni ca zei (1923) este, de asemenea, un roman utopic.
Wells a analizat ideea „natural versus dobândit” și și-a pus întrebări legate de umanitate în cărți precum Insula doctorului Moreau. Nu toate romanele sale de ficțiune se sfârșesc sub forma unei utopii, Wells scriind chiar și un roman distopic, Când se va trezi Cel-care-doarme (1899, reeditat ca The Sleeper Awakes în 1910), care prezintă o societate viitoare în care clasele s-au separat tot mai mult, ceea ce a dus la revolta maselor împotriva conducătorilor. Insula doctorului Moreau este chiar mai întunecată, naratorul rămânând captiv pe o insulă cu animale vivisecționate (fără succes) în ființe umane; la fel ca și Gulliver după revenirea din ținutul Houyhnhnm, naratorul romanului nu va mai reuși să scape de percepția că oamenii sunt doar bestii superficial civilizate, care se întorc la natura lor animală.
Wells a mai scris și prefața primei ediții a jurnalului lui W. N. P. Barbellion The Journal of a Disappointed Man, publicat în 1919. Deoarece "Barbellion" era și pseudonimul lui Wells, mulți critici au crezut că el este autorul real al cărții; Wells a negat constant acest zvon, deși era extrem de încântat de jurnal, dar bănuielile nu s-au dispersat decât mai târziu în cursul anului, când adevăratul Barbellion a decedat.
În 1927, o cetățeană canadian pe nume Florence Deeks l-a dat în judecată pe Wells pentru plagiat, susținând că acesta ar fi copiat mare parte a conținutului cărții The Outline of History din opera The Web, pe care ea o trimisese companiei canadiene Macmillan Company, unde stătuse timp de opt luni înainte de a fi respinsă. Deși existau numeroase similarități în frazare și erori faptice, judecătorii au găsit asemănările neconcludente și au închis cazul. Unul dintre rapoarte preciza că, din moment ce opera lui Deek nu fusese publicată, nu exista nicio bază legală pentru această acțiune.
În 1933, Wells a prezis în Chipul lucrurilor viitoare că războiul mondial de care se temea va începe în ianuarie 1940, lucru care avea să se întâmple cu doar patru luni mai devreme, AL Doilea Război Mondial începând în septembrie 1939.
În 1936, înaintea Institutului Regal, Wells a cerut realizarea de către autorități marcante a unei enciclopedii a lumii pe înțelesul publicului larg, care să fie actualizată periodic. În 1938 a publicat o antologie de eseuri despre organizarea viitoare a învățământului și educației, World Brain, în care a inclus eseul "The Idea of a Permanent World Encyclopaedia".
Către sfârșitul celui de-Al Doilea Război Mondial, Forțele Aliate au descoperit că SS realizase liste de persoane care trebuiau arestate imediat după invadarea Marii Britanii în cursul operațiunii abandonate Seelöwe, Wells fiind inclus pe aceeași în această carte neagră și apărând pe aceeași pagină cu Rebecca West. Wells, ca președinte al organizației PEN International (care cuprindea poeți, eseiști și romancieri), îi înfuriase deja pe naziști excluzând organizația omonimă germană în 1934, după ce aceasta refuzase să primească membrii non-arieni.
Căutând un mod mai complex pentru a juca jocuri de război, Wells a scris Floor Games (1911), urmată de Little Wars (1913). Aceasta din urmă este considerată astăzi ca primul joc de război recreațional iar Wells este considerat de unii ca „Părintele jocurilor de război miniatură”.

## Opțiuni politice

### Societatea Fabiană
Wells spunea despre convingerile sale politice că sunt socialiste. O vreme, el a fost membru al Societății Fabiană, dar s-a despărțit de aceasta deoarece imaginația sa politică o depășea pe a celorlalți membri. Ulterior, el a ajuns să-i critice pentru slaba capacitate de înțelegere a reformelor economice și educaționale. La alegerile din 1922 și 1923 din Marea Britanie a candidat din partea Partidului Laburist.

### Clasele sociale
Clasele sociale au constituit una dintre temele Mașinii timpului lui Wells, în care un călător temporal povestește despre lumea viitorului și cele două rase ale sale evoluate din diferențele existente în secolul al XIX-lea între capitaliști și muncitori.
Cu toate acestea, același călător temporal vorbește în termeni neobișnuiți pentru un socialist, referindu-se ca perfectă și fără probleme sociale la o lume în care bogații și-au asigurat bunăstarea și confortul, în timp ce restul omenirii muncește, dar nu are grija șomajului.

### Guvernul mondial
Cel mai consistent ideal politic al său l-a constituit Guvernul Mondial. În autobiografia sa a afirmat că, începând din 1900, a considerat ca inevitabilă crearea acestuia. El a imaginat noul stat sub forma unei societăți planificate care va promova știința, va pune punct naționalismului și va permite oamenilor să avanseze pe baza meritelor, nu a dreptului din naștere. În 1932 le-a spus tinerilor liberali de la Universitatea Oxford că liderii progresiști trebuie să devină fasciști liberali sau naziști iluminați pentru a-și putea implementa ideile. În 1940, Wells a publicat o carte intitulată The New World Order care creionează planul său despre cum ar trebui constituit Guvernul Mondial.

### Primul Război Mondial
Wells a susținut Marea Britanie în Primul Război Mondial, în ciuda criticilor pe care le aducea politicii britanice și s-a opus celor care doreau semnarea prematură a păcii încă din 1916. Într-un eseu publicat în acel an declara că nu-i poate înțelege pe acei pacifiști britanici care se mulțumeau „să-i lase pe mâna [Imperiului German] mari regiuni populate cu oameni albi și negri, pe care aceștia să-i exploateze” și că propriul pacifism depindea în primă instanță de pacea obținută cu ajutorul armelor, cu „Anglia păstrând Anglia, iar Germania păstrând Germania”. Granițele statale ar fi urmat a fi stabilite după afinitățile etnice naturale, nu după planurile făcute în capitale imperiale îndepărtate.
În cartea In the Fourth Year publicată în 1918, el a sugerat ca fiecare națiune a lumii să aleagă, printr-un scrutin proporțional făcute „pe baze democratice”, câte un colegiu electoral în maniera Statelor Unite ale Americii, iar acesta să propună fiecare câte un delegat la propusa Ligă a Națiunilor. Acest organism internațional îl punea în opoziție cu imperialismul - nu doar cu cel al Germaniei, împotriva căreia se purta războiul, ci și cu cel considerat de el mai benign al Marii Britanii și al Franței.
Valorile și ideile sale politice au devenit ținta unei critici masive începând cu anii '20.

### Uniunea Sovietică
Anii petrecuți de Iosif Visarionovici Stalin ca și conducător au dus la o modificare a părerii lui Wells despre Uniunea Sovietică, deși impresia lui inițială despre Stalin însuși a fost destul de ambiguă: deși nu agrea ceea ce i se părea o ortodoxie bigotă și o intransigență din partea lui Stalin, îl aprecia din anumite puncte de vedere, așa cum reiese și dintr-un articol pe care l-a scris pentru revista de stânga New Statesman. „N-am întâlnit niciodată un om mai drept, mai candid și mai onest”, scria el, exprimându-și opinia că imaginea „sinistră” a lui Stalin era nedreaptă, sau pur și simplu falsă. Pe de altă parte, considera, era de părere că prezența lui Stalin la conducerea URSS era mult prea rigidă și restrictivă, fiind puțin probabil să conducă la Cosmopolisul la care spera. În cursul vizitei făcute în Uniunea Sovietică în 1934, el a dezbătut împreună cu Stalin meritele socialismului reformist în comparație cu Marxism-leninismul.

### Eugenie
Ca și teorie, Wells credea în eugenie, dar se îndoia că nivelul cunoștințelor umane ar fi avansat suficient ca să o facă viabilă. În 1904 a discutat pe marginea unui articol al lui Francis Galton, cofondator al eugeniei, spunând: „Cred că nici acum, nici altădată nu va fi posibilă selecția conștientă a celor mai bune gene; a propune acest lucru dovedește o neînțelegere fundamentală a ceea ce implică individualismul... Posibilitatea îmbunătățirii băii de gene a omenirii stă în îndepărtarea eșecurilor, nu în selectarea celor mai bune variante pentru reproducere”. În cartea sa din 1940 The Rights of Man: Or What are we fighting for? Wells include printre drepturile omului care crede că sunt valabile pentru toți oamenii „o prohibiție a mutilării, sterilizării, torturii și a oricărei pedepse corporale”.

### Sionism
Wells a fost un susținător moderat și lipsit de entuziasm al mișcării teritorialiste evreiești înaintea Primului Război Mondial, dar ulterior a devenit un opozant înfocat al mișcării sioniste în general. El vedea în Sionism o mișcare exclusivă și separatistă care amenința solidaritatea colectivă pe care el o susținea în viziunea statului global. Fără a fi un susținător al identității evreiești în general, Wells a prezis în scrierile sale utopice că, în cele din urmă, poporul evreu va fi asimilat. În notele care însoțesc romanul său biografic A Man of Parts David Lodge descrie cum a ajuns Wells să regrete atitudinea avută față de evrei în momentul în care a devenit conștient de nivelul atrocităților naziste. Regretul său a fost exprimat inclusiv într-o scrisoare trimisă lui Chaim Weizmann, în care-și cerea scuze pentru afirmațiile făcute de el până atunci.

### Rasă
Cartea lui Wells din 1906 The Future in America conține un capitol, "The Tragedy of Colour", care discută problemele negrilor americani. În timpul scrierii cărții, Wells s-a întâlnit cu Booker T. Washington, care i-a furnizat mare parte din informațiile folosite în "The Tragedy of Colour". Wells a lăudat hotărârea „eroică” a negrilor americani, declarând că se îndoia că Statele Unite ar putea:
„arăta ceva mai măreț decât hotărârea acestora, efortul statornic pe care sute de negri și oameni de culoare îl fac azi pentru a duce o viață fără pată, onorabilă și răbdătoare, adunând ce bucăți de rafinament, învățătură și frumusețe pot, păstrându-se parte componentă a unei civilizații care le este interzisă.”
În cartea sa din 1916 What is Coming?, Wells declara: „Urăsc și disprețuiesc suspiciunea fățarnică față de străini și de ceea ce este străin; un om care mă poate privi în ochi, râde cu mine, spune adevărul și se poate comporta corect este frate cu mine, indiferent dacă pielea sa este neagră ca cerneala sau galbenă ca ciuboțica-cucului”.
În The Outline of History, Wells protestează împotriva idei rasiste a „rasei pure”, declarând: „Din punctul de vedere al unui biolog, omenirea este o specie animală aflată într-un stadiu de diferențiere și de posibil amestec. . . Toate rasele sunt amestecate, mai mult sau mai puțin”.
În 1931, Wells a fost unul dintre semnatarii unei scrisori britanice (alături de 33 de parlamentari britanici) care protesta împotriva sentinței cu moartea aplicate tinerilor afro-americani care au ajuns să fie cunoscuți ca Scottsboro Boys.
În 1943, Wells a scris un articol pentru Evening Standard, intitulat "Ce crede un zulus despre englezi", inspirat de o scrisoare primită de la un soldat zulus, Lance Coporal Aaron Hlope. "Ce crede un zulus despre englezi" a constituit un atac virulent împotriva discriminării negrilor practicată în Africa de Sud. Wells a pretins că avea „cea mai profundă indignare față de handicapurile incorecte puse în fața omaneilor de culoare”. De asemenea, Wells a denunțat guvernul sud-african ca o „meschină tiranie albă”.

### Alte preocupări
Wells a reunit interesul pe care-l arăta față de politică cu cel față de artă și design atunci când, împreună cu alte notabilități, a semnat un memorandum către Secretarul Permanent al Consiliului Comerțului. Memorandumul din noiembrie 1914 exprima îngrijorarea semnatarilor față de designul industrial britanic vizavi de competiția străină. Sugestiile lor au fost acceptate, ceea ce a dus la înființarea Asociației de Design și Industrie. În anii '20 a fost un susținător entuziast al tentativelor de întinerire ale lui Eugen Steinach și a altora. A fost pacientul doctorului Norman Haire și, ca răspuns la cartea din 1924 a lui Haire Rejuvenation: the Work of Steinach, Voronoff, and others, Wells a profețit apariția unei societăți mai mature, mai grave, cu 'copii activi și plini de speranță' și adulți 'cu o viață îndelungată', în care nimeni nu va fi 'bătrân'.

### Concluzie
În cele din urmă, impactul politic contemporan al lui Wells a fost limitat, cu excepția afirmațiilor pozitiviste din ficțiunile sale referitoare la progresele pe care le poate întregistra fizica în vederea unei păci mondiale. Eforturile sale legate de Liga Națiunilor au devenit dezamăgitoare, organizația dovedindu-se slabă și incapabilă să împiedice Al Doilea Război Mondial, care a avut loc către sfârșitul vieții autorului și a accentuat latura sa pesimistă. În ultima sa carte Mind at the End of its Tether (1945), el a enunțat ideea că înlocuirea omenirii de către alte specii n-ar fi o ideea rea. De asemenea, a numit perioada "Epoca frustrărilor".

## Religie
Wells a scris în cartea sa God the Invisible King că ideea sa de Dumnezeu nu se potrivea cu cea a religiilor tradiționale ale lumii: „Această carte definește cât se poate de exact credința religioasă a autorului. [Care] este o credință profundă într-o divinitat personală și intimă”. Pe parcursul lucrării el se îndreaptă către o „religie renăscută sau modernă ... nici atee, nici budistă, nici mahomedană, nici creștină ... [pe care] a descoperit-o crescând în el”.
Despre creștinism avea de spus: „... nu reprezintă adevărul pentru mine ... Fiecare credincios creștin este, sunt sigur, fratele meu spiritual ... dar dacă m-aș numi sistematic creștin, am impresia că mulți ar considera că ar trebui să mă implic mai mult și, astfel, spun o minciună.” Despre celelalte religii ale lumii a scris: „Consider toate aceste religii a fi adevărate așa cum catedrala Canterbury este un lucru adevărat și o cabană elvețiană este un lucru adevărat. Ele există, au servit unui scop și au funcționat. Dar, pentru mine, nu reprezintă un adevăr în care să trăiesc ... Nu funcționează pentru mine.”

## Ultimii ani
Wells și-a petrecut ultimii ani dându-și frâu liber frustărilor sale, în special criticii aduse bisericii catolice. Dat fiind că și-a devotat ultimii ani unor cauze care erau respinse de contemporani, reputația sa literară a decăzut. G. K. Chesterton remarca zeflemitor: „Dl. Wells este un povestitor înnăscut care și-a vândut dreptul din naștere pentru o cupă cu mesaje.”
Wells suferea de diabet și în 1934 a întemeiat ceea ce azi este cunoscut ca Diabetes UK, organizația de bază a persoanelor cu diabet din Regatul Unit.
Pe 28 octombrie 1940, la postul de radio KTSA din San Antonio, Texas, Wells a luat parte la un interviu radiofonic cu Orson Welles, cel care, cu doi ani înainte, realizase scandaloasa adaptare radiofonică după Războiul lumilor. În timpul interviului realizat de Charles C Shaw, Wells a admis că a fost surprins de panica generalizată provocată de difuzarea acelei adaptări și s-a declarat îndatorat lui Welles pentru creșterea vânzărilor unuia dintre „cele mai obscure” titluri ale sale.
Wells a murit din cauze necunoscute la 79 de ani pe 13 august 1946, în casa sa din Regent Park Londra. Unele surse precizează că sursa morții a constituit-o diabetul sau cancerul la ficat, în timp ce altele au anunțat că ar fi făcut infarct în apartamentul unui prieten londonez. În prefața ediției din 1941 a romanului The War in the Air Wells a declarat că epitaful său ar trebui să fie: „V-am spus eu, proștilor.”. El a fost incinerat la crematoriul Golders Green pe 16 august 1946, iar cenușa i-a fost aruncată în mare. O placă comemorativă a fost instalată la casa sa din Regent Park.

## În ficțiunea populară și în film
Protagonistul suprauman din romanul lui J. D. Beresford The Hampdenshire Wonder,
Victor Stott, îl are la bază pe Wells, pe care Beresford îl admira.
În povestirea lui M. P. Shiel "The Primate of the Rose" (1928), apare un nume feminizat,
E. P. Crooks, care a fost scris pentru a-l parodia pe Wells.
Wells atacase opera Prince Zaleski a lui Shiel în 1895, iar acesta a constituit răspunsul lui Shiel. 
Wells va lăuda ulterior romanul lui Shiel The Purple Cloud, acesta din urmă întorcându-i serviciul și exprimându-și admirația față de el într-un discurs ținut în 1933 la Clubul Rotary din Horsham, în care l-a numit „prietenul meu, dl. Wells”.
În romanul lui C. S. Lewis That Hideous Strength, personajul Jules constituie o caricatură a lui Wells,, mare parte a SF-ului lui Lewis fiind scris atât sub influența lui Wells, cât și ca antiteză a operelor sale (sau, după cum s-a exprimat el însuși, o „exorcizare” al influenței pe care a avut-o asupra lui).
Bert reprezintă o portretizare a lui H. G. Wells în seria lui James A. Owen The Chronicles of the Imaginarium Geographica.
Malcolm MacDowell îl interpretează pe H. G. Wells în filmul SF din 1979 Time After Time.
Lois and Clark: The New Adventures of Superman prezintă un personaj asemănător lui H. G. Wells, care inventează o mașină a timpului și călătorește prin timp și prin dimensiuni paralele în urmărirea unui răufăcător dintr-un viitor utopic. Versiunea mai tânără a personajului apare în două episoade, fiind jucată de Terry Kiser. Versiunea vârstnică este jucată de Hamilton Camp și apare tot în două episoade.
Wells apare ca personaj și în mini-serialul The Infinite Worlds of H. G. Wells.
Wells este prezent ca personaj minor, cunoscut ca "Bertie", în seria SF TimeRiders, unde este asistentul proprietarului tunelului în care echipa se refugiază.
Wells mai apare ca personaj și în romanele lui Félix J. Palma The Map of Time și The Map of the Sky (2012).
Wells este subiectul romanului biografic A Man of Parts de David Lodge, publicat în 2011.
În serialul de televiziune Warehouse 13 a celor de la Syfy, Jaime Murray realizează o portretizare feminină a lui Wells. Ideea serialului este că Helena G. Wells i-ar fi permis fratelui ei să fie creditat cu scrierea cărților ei de ficțiune, deoarece nimeni n-ar fi crezut că o femeie poate scrie asemenea povești fantastice.

## Opera
Principalele lucrări ale lui Wells sunt următoarele:
- non-ficțiune: Little Wars, O utopie modernă, Noua ordine a lumii, Conspirația deschisă, Conturul istoriei, Rusia în umbră, Știința vieții, Călătoriile republicanului radical în căutarea apei fierbinți
- romane: Ann Veronica, Primii oameni pe lună, Hrana zeilor și cum a ajuns pe Pământ, Istoria domnului Polly, Omul invizibil, Insula doctorului Moreau, Kipps, Dragostea și domnul Lewisham, Mașina timpului, Războiul lumilor, Roțile șansei, În zilele cometei
- povestiri: Cronica Argonauților, Oul de cristal, Imperiul furnicilor, Omul care a făcut miracole, Vacanța domnului Ledbetter, Camera Roșie, O poveste a zilelor ce vor urma

## Vezi și
- Prophets of Science Fiction
- Cenaclul H. G. Wells